# Manuel Ciavatta
Manuel Ciavatta (Città di San Marino, 27 dicembre 1976) è un politico sammarinese, dal 1º ottobre 2022 al 1º aprile 2023 capitano reggente di San Marino.
Dopo essersi laureato in ingegneria civile, ha conseguito il baccellierato in sacra teologia; insegna nelle scuole medie.
Milita nel Partito Democratico Cristiano Sammarinese di cui è vicesegretario.
È stato membro del Consiglio Grande e Generale nella XXVIII legislatura (2012-2016) e nella XXX legislatura (dal 2019) in cui, fino all'elezione a Capitano reggente, era membro della Commissione consiliare affari esteri.
Il 16 settembre 2022 il Consiglio Grande e Generale lo ha eletto, insieme a Maria Luisa Berti, capitano reggente di San Marino per il periodo 1º ottobre 2022 – 1º aprile 2023.
Partecipa attivamente al mondo del volontariato.